# Fly (canción de Hilary Duff)
«Fly» es una canción de la cantante estadounidense Hilary Duff para su tercer álbum homónimo de 2004. La canción fue escrita por Kara DioGuardi y John Shanks, quien también produjo la canción. Fue lanzada por primera vez en los Estados Unidos el 10 de agosto de 2004 por Hollywood Records como el sencillo principal de Hilary Duff (2004). Fue lanzado nuevamente por Angel Records el 13 de marzo de 2006 en el Reino Unido como el cuarto y último sencillo del primer álbum de compilación de Duff, Most Wanted (2005). Apareció en Karaoke Revolution Party.

## Composición
El protagonista de la canción alienta a los oyentes a "dejar ir su ayer" y "alcanzar algo cuando no quede nada". Duff lo describió como "una canción edificante frente a toda la negatividad que se vive en estos días. Se trata de cómo la gente tiene miedo de abrirse y mostrar quién es porque tiene miedo de lo que otros van a decir".

## Recepción crítica
La revista Stylus dijo que la canción era muy similar al anterior sencillo de Duff, "Come Clean" (2004), pero lo llamó "una ofensa fácil de excusar, ya que mejora la plantilla ... [con razón] lleva el álbum". La revista Blender dijo que la canción es "Urgente y teatral" y "suena como a desvanecerse, pero las letras inspiradoras son puramente Duff". John Shanks recibió un Premio Grammy 2005 como Productor del Año, no solo por su trabajo en "Fly", sino también en las grabaciones de artistas como Ashlee Simpson, Kelly Clarkson, Sheryl Crow, Robbie Robertson y Alanis Morissette.

## Rendimiento comercial
"Fly" no pudo ingresar al Billboard Hot 100, pero alcanzó su punto máximo en el número 29 del Mainstream Top 40. A partir del 27 de julio de 2014, la canción había vendido 284,000 copias digitales en los Estados Unidos.

## Vídeo musical
El video musical del sencillo, dirigido por Chris Applebaum combina tomas backstage en blanco y negro con tomas coloreadas de Duff interpretando la canción en vivo. El video fue filmado en Worcester, Massachusetts, durante el ensayo de su gira Most Wanted. Las imágenes de la multitud eran de la noche de apertura de la gira en Worcester. El video se estrenó en Total Request Live de MTV el 26 de agosto de 2004, debutó en la cuenta regresiva del programa el 30 de agosto y alcanzó el número uno en la cuenta regresiva por un día. Pasó veintiocho días en la cuenta atrás, hasta el 27 de octubre. Hubo alrededor de 100 o más admiradores que ganaron un concurso para verla actuar y estar en el video como una multitud. La realización del video y su gira en Worcester está en el DVD 2004 Learning to Fly. También se presenta en Raise Your Voice en DVD en funciones adicionales.
Hilary presentó el sencillo en directo en la ceremonia de los World Music Awards, considerado uno de los reconocimientos más importantes a la música; además, también gana el premio al "Mejor Nuevo Artista Femenino" en esta ceremonia siendo su reconocimiento más importante en ese momento. En agosto, «Fly» se posicionó como hit en las cadenas más importantes de radio y televisión (MTV, Much Music, etc) en los primeros lugares en Estados Unidos, México y Australia. El vídeo conquistó la cima de TRL Estados Unidos una vez y se mantuvo 29 días en la lista. Tuvo un gran papel en MTV Los 10+ pedidos de México, en el cual estuvo 17 veces número uno. «Fly» logró también el número 1 en 15 ocasiones en TRL Italia y fue retirado de la lista de TRL Polonia en 5.ª posición.

## Formatos y lista de canciones
| Australian CD single |                            |          |  |
| N.º                  | Título                     | Duración |  |
| 1.                   | «Fly»                      | 3:45     |  |
| 2.                   | «Fly» (Remix by Dan Chase) | 3:27     |  |

| UK CD single |                          |          |  |
| N.º          | Título                   | Duración |  |
| 1.           | «Fly»                    | 3:43     |  |
| 2.           | «Fly» (Live AOL Session) | 3:44     |  |

| UK maxi single |                 |          |  |
| N.º            | Título          | Duración |  |
| 1.             | «Fly»           | 3:43     |  |
| 2.             | «Metamorphosis» | 3:28     |  |
| 3.             | «Fly» (Remix)   | 3:44     |  |
| 4.             | «Fly» (Video)   | 3:43     |  |

## Posicionamiento en listas
| Listas (2004)                               | Posiciones |
| ------------------------------------------- | ---------- |
| Australia (ARIA)                            | 21         |
| Bélgica (Flandes) (Ultratip Bubbling Under) | 8          |
| Bélgica (Valonia) (Ultratip Bubbling Under) | 11         |
| Países Bajos (Dutch Top 40)                 | 32         |
| Nueva Zelanda (Recorded Music NZ)           | 24         |
| Estados Unidos (Mainstream Top 40)          | 29         |

| Listas (2006)                  | Posiciones |
| ------------------------------ | ---------- |
| Irlanda (IRMA)                 | 11         |
| Italia (FIMI)                  | 13         |
| Reino Unido (UK Singles Chart) | 20         |

## Historial de lanzamientos
| País           | Fecha                  | Formato          | Discográfica      |
| -------------- | ---------------------- | ---------------- | ----------------- |
| Estados Unidos | 10 de agosto de 2004   | Hot AC radio     | Hollywood         |
| Estados Unidos | 10 de agosto de 2004   | Mainstream radio | Hollywood         |
| Estados Unidos | 19 de octubre de 2004  | Descarga digital | Hollywood         |
| Australia      | 8 de noviembre de 2004 | CD single        | Festival Mushroom |
| Reino Unido    | 13 de marzo de 2004    | CD single        | Angel             |
| Canadá         | 9 de mayo de 2009      | Descarga digital | EMI               |